# Isolepis graminoides
Isolepis graminoides là loài thực vật có hoa trong họ Cói. Loài này được (R.W.Haines & Lye) Lye mô tả khoa học đầu tiên năm 1974.